# Lorenzo Gibelli
Lorenzo Maria Petronio Gibelli, né le 24 novembre 1718 à Bologne et mort dans cette même ville le 5 novembre 1812, est un compositeur italien, chanteur, et professeur de chant.

## Biographie
Lorenzo Gibelli est né le 24 novembre 1718 à Bologne en Italie. Cependant, certains documents rapportent 1719 comme étant l’année de sa naissance. Peu de choses sont connues au sujet de son enfance ou origines sociales. Pouvant chanter dans des registres très aigus, Gibelli a été castré avant l'adolescence pour conserver sa voix exceptionnelle.
Sa première formation musicale se déroule dans les chorales des principales églises de Bologne, où il se fait remarquer par Giovanni Battista Martini, professeur de Mozart. Devenu son élève, celui-ci lui enseigne l'art du chant et du contrepoint.
La carrière en tant que chanteur d'opéra de Lorenzo Gibelli est assez modeste. En 1736, il fait ses débuts au Théâtre Marsigli - Rossi de Bologne dans le rôle de Flema dans Le frenesie d’amore de Giuseppe Maria Buini. La pièce est ensuite reprise sous le titre d'Il savio delirante au Théâtre Amintore Galli de Rimini en 1738 ainsi qu'au Théâtre Solerio d’Alexandrie en 1740 avec Lorenzo Gibelli dans le rôle du Dr Fanfarone. En 1740, toujours au Solerio, il interprète le rôle de Dorillo dans L’amor fra nemici de Gaetano Maria Schiassi. En 1746, il chante probablement dans la ville italienne de Plaisance la pièce La Zanina maga per amore de Buini.
En 1741, âgé de 23 ans, Gibelli devient membre de la célèbre Accademie Philarmonique de Bologne. On lui accorde le titre de prince à 5 voix de 1753 à 1810. En 1744, le castrat est nommé maître de chapelle de l'Eglise du Très-Saint-Sauveur de Bologne. Il est également actif comme maître de chœur dans d'autres églises bolonaises, telles que l'Oratoire de San Filippo Neri (1766) ou l'Archiconfrérie de Santa Maria della Morte (1773). Vers 1770, Gibelli occupe aussi le poste de maître de clavecin au Théâtre Communal de Bologne.
De plus, Lorenzo Gibelli est l’un des professeurs de chant les plus célèbres de son époque. Notamment, il a pour élèves les célèbres castrats Girolamo Crescentini, Francesco Roncaglia et V. dal Prato ainsi que les ténors Matteo Babbini et Giovanni Liverati. En 1804, après sa retraite officielle de la composition, il est nommé professeur de chant au Liceo Filarmonico, institut où il donne des cours au jeune Gioachino Rossini.
En 1773, un portrait de lui fut réalisé.
Après sa mort le 5 novembre 1812 à Bologne, Lorenzo est enterré au cimetière monumental de la Chartreuse de Bologne, dans le tombeau Fornasari, réalisé par Giovanni Putti d'après un projet de Vincenzo Vannini,.

## Critique
De son vivant, Gibelli est dit doté d'une voix exceptionnelle et d'une très large gamme vovale comprenant les registres graves, barytons et aigus.
De son vivant, Lorenzo Gibelli a été surmoné le "Gibellone dalle belle fughe" pour ses talents de compositeur.

## Compositions
Lorenzo Gibelli se tourne d'abord vers la composition du genre comique, sans succès. Plus tard, il se consacre essentiellement à la musique sacrée. Bien qu'il soit l'auteur de plus de 467 compositions de ce genre (toutes retrouvées en possession de son épouse, Gertrude Gibelli Fornasari), seule une petite portion d'entre elles nous est parvenue aujourd'hui. Ces œuvres suivent généralement le style de son professeur Padre Martini et témoignent d'une profonde connaissance du contrepoint mêlée d'une grande flexibilité mélodique.
Une grande partie de ses œuvres sont conservées dans le Civico Museo bibliografico musicale à Bologne,. 

### Oeuvres scéniques

#### Opéras[8]
En partenariat avec le librettiste Francesco Passarini:
- Diomeda (Teatro comunale San Giovanni in Persiceto de Bologne en 1741)[9]
- Gli sponsali di Enea (Théâtre Formagliari de Bologne en 1744; Cesena en 1747)[10]

En partenariat avec d'autres librettistes:
- Evergete (livret de Francesco Silvani et Domenico Lalli; Théâtre San Giovanni Grisostomo à Venise en 1748)[11]
- Demetrio (librettiste Pietro Metastasio; Teatro Solerio d'Alexandrie en 1751)[12]
- Giovanna di Napoli (oeuvre perdue)

#### Intermèdes
- Corallo e Rosetta (intermède composé avec Giuseppe Pignatelli pour un livret de Giampietro Tagliazucchi en 1740, Sassuolo)[13]
- Il filosofo Anselmo e Lesbina (intermède pour 2 voix)

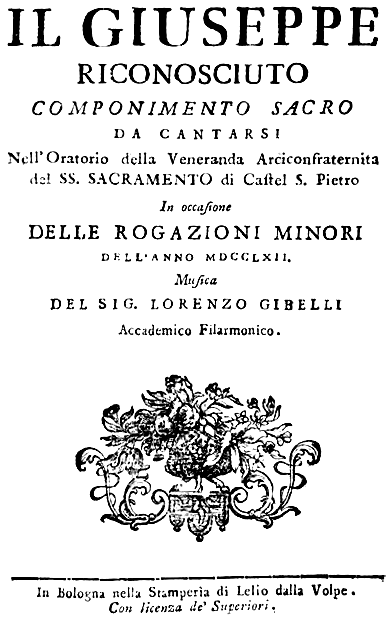
Prepière de couverture de l'opéra de Gibelli Il Giuseppe riconosciuto (1762)

### Oratorios
Seuls les livrets ont été conservés.
- David in Terebinto (Bologne en 1744)
- Gionata figliuol di Saule (Castel San Pietro Terme en 1752 et en 1759; Bologne en 1752 et en 1776)
- Giuseppe riconsciuto (livret de Pietro Metastasio; Castel San Pietro Terme en 1762 et 1765; Bologne en 1765)[15]
- La Passione del Signore (1763 et 1773)[16]
- La Passione e morte di Gesù Cristo (1785)

### Autres oeuvres sacrées
- Confitebor en fa majeur (2 voix avec violons) 1740
- Confitebor en si bémol majeur (1744 ; 3 voix avec violons)
- Credo en ut majeur. (1742 ; 4 voix avec instruments)
- Credo en si b majeur pour 4 voix et instruments
- Kyrie et Gloria en sol majeur (1741 ; 4 voix avec instruments)
- Kyrie et Gloria pour l’Ascension de Notre Seigneur en do majeur. (1745 ; 4 voix avec violons)
- Cantate à 2 voix (livret de G. Montanari, 1761)
- Quem terra pontus sydera (2 voix, instrumenté par Giuseppe Landi)
- O gloriosa virginum (2 voix - tenor et basse- instrumentation Giuseppe Landi)
- Messe pour 4 voix et instruments
- Domine ad adjuvandum en si bémol majeur (concertato à 4 voix avec remplissages, 1740)
- Laudate pueri en si bémol majeur (3 voix avec violons, 1740)
- Regina coeli pour 4 voix
- et 39 Kyries, 38 Glorias, 26 Credos, un Salve Regina

### Recueils
- Solfeggi per la voce di basso, senz'accompagnamento
- Cinquanta solfeggi per tenore